# 이재찬 (소설가)
이재찬(1974년 ~ )은 대한민국의 소설가다.

## 개요
2000년에 영화진흥위원외에서 주체하는 시나리오 공모전에서 '버스, 정류장'이 당선되어 2002년 3월 김민정, 김태우가 주연으로 출연한 영화로도 개봉이 되어 호평을 받았다. 2013년에는 장편소설 '펀치'로 제 37회 오늘의 작가상을 수상하며 등단했고, 2013년 장편소설 '안젤라 신드롬'으로 제 5회 자음과모음 네오픽션상을 수상하였다.

## 수상
- 영화진흥위원회 시나리오 공모전 (2000년)
- 제 37회 오늘의 작가상 (2013년)
- 제 5회 자음과모음 네오픽션상 (2013년)

## 작품
- 버스, 정류장 (시나리오) (2002년)
- 펀치 (2013년)
- 안젤라 신드롬 (2014년)